# Richia incumbens
Richia incumbens är en fjärilsart som beskrevs av Dyar 1910. Richia incumbens ingår i släktet Richia och familjen nattflyn. Inga underarter finns listade.